# 작은북

드럼셋에 있는 작은북. 3번.

작은북, 사이드드럼(영어: side drum), 또는 스네어드럼(snare drum)은 타악기의 하나이다. 이름처럼 작은 북이다. 큰북과 마찬가지로 원통형으로 된 몸통의 양면에 가죽막을 씌워서 만들지만, 큰북과 달리 옆으로 눕혀서 연주하기 때문에 상하의 구별이 있고, 두들기는 윗면인 표피(表皮)에는 아랫면인 이피(裏皮)보다 조금 더 두꺼운 가죽을 씌운다. 군악대 등에서는 연주자가 허리에 메고 연주하기 때문에 '사이드 드럼'이란 이름이 붙었다. 또 이면에는 작은북만이 가진 몇 줄의 금속선으로 된 띠모양의 스네어(snare, 響線)장치가 되어 있어 '스네어드럼'이라고도 한다.
재즈에서는 간단한 조작으로 이피(裏皮)에 닿았다 떨어졌다 하여 이피에 닿았을 때에는 이피의 진동을 받아 다시 이피를 울리기 때문에 다른 북들과는 아주 다른 작은북 특유의 건조한 높은 음을 낸다. 스네어를 떼면 음높이가 내려가 북의 음빛깔이 된다. 작은북의 크기는 직경 35cm에서 38cm 정도, 길이 13cm에서 30cm 정도의 범위 내에서 다양하다. 북채는 표준품으로 길이 38cm 정도, 앞끝으로 갈수록 가늘어지며 맨끝에는 작은 공 모양의 두부(頭部)가 붙은 목제이며 2개를 1조로 한다. 재즈나 현대음악 같은 데서는 몇십 개의 철사줄을 모아 한쪽 끝만을 매어서 손잡이를 만들고 매지 않은 쪽은 넓게 펴서 만든 와이어브러시도 쓰인다. 이것을 쓰면 음량은 적으나 특수한 음빛깔이 생겨 두들기는 것과 함께 막면을 비비는 마찰도 한다.
큰북과 같이 18세기 이후 특수한 악곡으로 오케스트라에 쓰이기 시작하여 섬세한 리듬을 명확하게 연주할 수 있는 악기로 점차 중시하게 되었다. 가장 단순한 주법은 단타(單打), 또는 한번치기라고 하는 단음(單音)을 연주하는 것인데 작은북의 용례(用例)에는 도리어 복타(複打), 또는 두번치기라고 하는 것이 많다. 이것은 북채를 내리친 찰나에 힘을 늦추어 가죽면에서 퉁겨지는 반동을 이용하여 또 한 번 쳐서 두 번 음을 내는 방법이다. 애용되고 있는 트레몰로, 즉 롤치기(roll打)는 좌우 2개의 북채로 이러한 복타를 급속히 반복하는 것이다. 이 밖에 짧은앞꾸밈음(短前打音)을 가지는 드래그(drag) 등도 많이 쓰이는 주법이다. 특수한 주법으로는 왼손의 북채로 가죽면과 틀을 동시에 내리쳐 한층 높은 음을 내는 림쇼트가 있으며 와이어브러시(wire brush)로 하는 것도 있다.

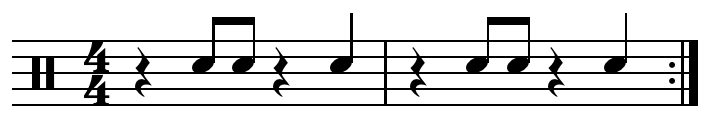
작은북의 리듬